# Collegio plurinominale Veneto - 01 (2020)
Il collegio elettorale plurinominale Veneto - 01 è un collegio elettorale plurinominale della Repubblica italiana per l'elezione del Senato della Repubblica.

## Territorio
Come previsto dalla legge n. 51 del 27 maggio 2019, il collegio è stato definito tramite decreto legislativo all'interno della circoscrizione Veneto.
Il collegio comprende la zona definita dai due collegi uninominali Veneto - 01 (Venezia) e Veneto - 02 (Treviso) quindi le province di Belluno, Treviso e Rovigo e la città metropolitana di Venezia.

## XIX legislatura

### Risultati elettorali
|                               | Fratelli d'Italia                                       | 342 676   | 31,43 | 1 | 605 456   | 55,52 | 2 |  |  |
|                               | Lega per Salvini Premier                                | 164 630   | 15,10 | 1 | 605 456   | 55,52 | 2 |  |  |
|                               | Forza Italia                                            | 71 883    | 6,59  | – | 605 456   | 55,52 | 2 |  |  |
|                               | Noi Moderati                                            | 26 267    | 2,41  | – | 605 456   | 55,52 | 2 |  |  |
|                               | Partito Democratico - Italia Democratica e Progressista | 180 368   | 16,54 | 1 | 260 489   | 23,89 | – |  |  |
|                               | Alleanza Verdi e Sinistra                               | 39 906    | 3,66  | – | 260 489   | 23,89 | – |  |  |
|                               | +Europa                                                 | 36 607    | 3,36  | – | 260 489   | 23,89 | – |  |  |
|                               | Impegno Civico – Centro Democratico                     | 3 608     | 0,33  | – | 260 489   | 23,89 | – |  |  |
|                               | Azione - Italia Viva                                    | 85 982    | 7,89  | – | 85 982    | 7,89  | – |  |  |
|                               | Movimento 5 Stelle                                      | 66 145    | 6,07  | – | 66 145    | 6,07  | – |  |  |
|                               | Italexit                                                | 26 860    | 2,46  | – | 26 860    | 2,46  | – |  |  |
|                               | Vita                                                    | 18 125    | 1,66  | – | 18 125    | 1,66  | – |  |  |
|                               | Italia Sovrana e Popolare                               | 12 148    | 1,11  | – | 12 148    | 1,11  | – |  |  |
|                               | Unione Popolare                                         | 10 800    | 0,99  | – | 10 800    | 0,99  | – |  |  |
|                               | Alternativa per l'Italia (PdF - Exit)                   | 4 434     | 0,41  | – | 4 434     | 0,41  | – |  |  |
| Totale                        | Totale                                                  | 1 090 439 | 100   | 3 | 1 090 439 | 100   | 2 |  |  |
|                               |                                                         |           |       |   |           |       |   |  |  |
| Voti non validi               | Voti non validi                                         | 49 199    | 4,32  |   |           |       |   |  |  |
| Votanti                       | Votanti                                                 | 1 139 638 | 68,47 |   |           |       |   |  |  |
| Elettori                      | Elettori                                                | 1 664 367 |       |   |           |       |   |  |  |
|                               |                                                         |           |       |   |           |       |   |  |  |
| Data: 25 settembre 2022       |                                                         |           |       |   |           |       |   |  |  |
| Fonte: Ministero dell'interno |                                                         |           |       |   |           |       |   |  |  |

### Eletti

#### Eletti nei collegi uninominali
Eletti nella coalizione di centro-destra (FdI - Lega - FI - NM)
| Collegio uninominale | Eletto | Eletto             | Partito           |
| -------------------- | ------ | ------------------ | ----------------- |
| 1. Venezia           |        | Raffaele Speranzon | Fratelli d'Italia |
| 2. Treviso           |        | Luca De Carlo      | Fratelli d'Italia |

#### Eletti nella quota proporzionale
| Fratelli d'Italia | Partito Democratico-IDP | Lega          |
| ----------------- | ----------------------- | ------------- |
|                   |                         |               |
| Bartolomeo Amidei | Andrea Martella         | Erika Stefani |